# Chascanum pinnatifidum
Chascanum pinnatifidum là một loài thực vật có hoa trong họ Cỏ roi ngựa. Loài này được (L.f.) E.Mey. mô tả khoa học đầu tiên năm 1838.